# Джамаладин ат-Турки
Джамаладин ат-Турки или Джамал ад-Дин бин Мухаммед Абдуллах ат-Турки (XIV век, годы рождения и смерти неизвестны) — средневековый тюрколог, исследователь мамлюкско-кыпчакского языка. Знаток арабской классической филологии, в частности её лексикографии.
Известный практический труд Джамаладина — арабско-кипчакский словарь «Китаб булгат аль-муштак фи лугат ат-турк ва-ль-кифчак» («Книга, написанная для желающих хорошо изучить тюркский и кыпчакский языки»). Написан в Сирии в 1350 году. Один экземпляр рукописи хранится в Национальной библиотеке Франции в Париже под № 293.
Книга издана в оригинале в 1938, 1954, 1958 годах, затем переведена на французский и польский языки (подготовил к печати А. А. Зайончковский с фотокопиями оригинала). Первая часть рукописи (об именах существительных) состоит из трёх глав, вторая (общий список) посвящена глаголам. В кратком предисловии Джамаладин привёл список использованной им при составлении словаря литературы, не дошедшей до нашего времени, в том числе книги «аль-Анвар аль-Мудийа» (Блеск света) Ала ад-Дина Бейлик Ал-Кыпчаки. Книга является важным источником по изучению исторической лексики древнекипчакского, современного казахского и других родственных языков.